# 光果巴郎柳
光果巴郎柳（学名：Salix sphaeronymphoides）是杨柳科柳属的植物，为中国的特有植物。分布于中国大陆的西藏、四川等地，生长于海拔2,080米至3,660米的地区，多生于针叶疏林中，目前尚未由人工引种栽培。